# Сборная Украины по футболу на чемпионате Европы 2012 года

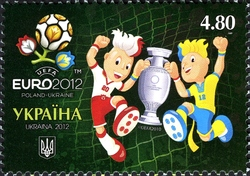
Украинская почтовая марка, выпущенная к Евро-2012

Турнир 2012 года стал дебютным для национальной сборной Украины в финальных этапах чемпионатов Европы. На домашнем первенстве «жёлто-синие» провели три матча в группе, в которых победили Швецию и дважды проиграли Франции и Англии. По мнению экспертов, украинцы со шведами и англичанами сыграли на очень хорошем уровне, а игру с французами провалили. Заняв третье место в группе, сборная Украины заработала 10 млн евро призовых от УЕФА и дополнительно ещё 1 млн евро призовых от ФФУ.

## Подготовка
Сборная Украины попала в финальную часть чемпионата Европы по футболу 2012 как команда страны-хозяйки турнира без отборочных матчей. Учитывая, что сборная не вышла в финальную часть чемпионата мира 2010, перед ней встала задача подготовиться к домашнему чемпионату Европы, не имея ни одной официальной игры в течение двух с половиной лет перед началом финальной части турнира. В целях качественной подготовки к Евро-2012 ФФУ приняла решение подбирать спарринг-партнёров среди команд, являющихся лидерами мирового футбола. Таким образом, среди кандидатов оказались титулованные команды Бразилии, Аргентины, Испании, Италии, Англии, Франции, Германии, Нидерландов, Португалии, Чехии, Уругвая. Из всех вышеперечисленных соперников не удалось договориться только с Аргентиной и действующими чемпионами мира — командой Испании.
Для этой подготовки Федерации футбола Украины потребовалось назначить главного тренера сборной. Главным тренером сборной стал главный тренер харьковского «Металлиста» Мирон Маркевич, совмещающий работу на этих должностях. 21 августа 2010 года он подал в отставку в знак протеста против решения КДК ФФУ, которое предписывало снятие 9 очков с «Металлиста» по обвинению в якобы договорном матче с «Карпатами» в сезоне 2007/2008.
Исполняющим обязанности был назначен Юрий Калитвинцев, под руководством которого сборная сыграла четыре официальных товарищеских игры: три вничью: с Польшей 1:1, Канадой 2:2 и Швейцарией 2:2, и одно поражение (от Бразилии 0:2). После этого Украина выиграла Кубок Кипрской футбольной ассоциации 2011 года, обыграв в серии пенальти Румынию и Швецию.

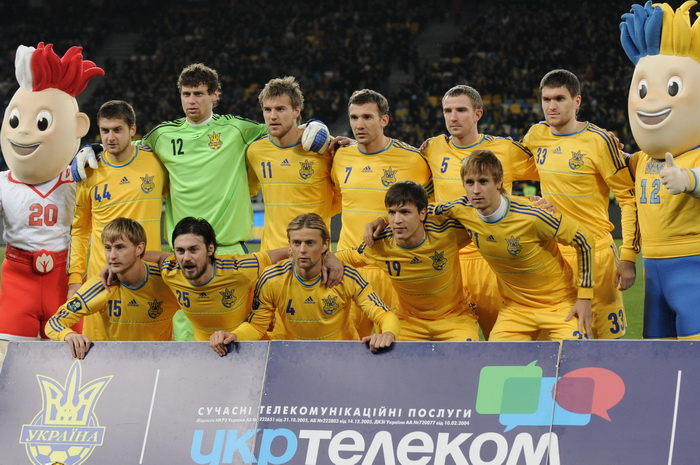
Сборная Украины перед товарищеским матчем против Германии

Вскоре тренером сборной Украины был назначен Олег Блохин. Под его руководством сборная одержала победу 1 июня 2011 над Узбекистаном 2:0 (голы на счету Анатолия Тимощука и Андрея Воронина). Четыре следующих матча — против сборных Франции, Швеции, Уругвая и Чехии — были проиграны. 7 октября сборная с разгромным счётом 3:0 победила сборную Болгарии, прервав серию поражений. 11 октября украинцы победили сборную Эстонии со счётом 2:0. 11 ноября украинцы сыграли вничью со сборной Германии со счётом 3:3. Последний матч в 2011 году для сборной Украины был счастливым, украинцы выиграли у сборной Австрии 2:1. Это был матч открытие «Львов Арены», на этот раз уже жёлто-синие забили в концовке второго тайма, и вырвали победу играя вдесятером.
В 2012 году команда Олега Блохина стартовала с победы над сборной Израиля со счётом 3:2, точными ударами отметились Гусев с пенальти, Коноплянка и Ярмоленко. В матче сборной против Израиля в последний раз сыграл вратарь Александр Шовковский (через полтора месяца после этого матча получил повреждение плечевого сустава и оказался вне Евро-2012, а через два месяца после окончания чемпионата Европы заявил об окончании карьеры игрока национальной команды.
Предпоследний перед Евро-2012 тренировочный сбор команда Украины проводила в Турции, где разгромила местную команду 16:1. В матче за Украину сыграли три вратаря, в их числе Коваль и Бандура, для которых это стало неофициальным дебютом в сборной. Бандура пропустил единственный мяч, забитый турецкими футболистами и в итоге не вошёл в заявку Украины на Евро-2012.
Последний тренировочный сбор перед ЧЕ-2012 сборная провела в Австрии. Во время сбора она разгромила Эстонию 4:0, голы забивали Ярмоленко (9), Гусев (п, 34), Воронин (40) и Милевский (51). В рамках этого же сбора последовали две последних товарищеских встречи перед началом ЧЕ-2012. Обе они закончились поражениями от Австрии (2:3) и Турции (0:2). На послематчевой конференции после поражения от Турции главный тренер Олег Блохин объявил, что перед игрой 10 игроков сборной отравились.
| Дата       | Место   | Дом./ Гост. | Соперник   | Счёт | Ист.   |
| ---------- | ------- | ----------- | ---------- | ---- | ------ |
| 25.05.2010 | Харьков | д.          | Литва      | 4:0  | [ 19 ] |
| 29.05.2010 | Львов   | д.          | Румыния    | 3:2  | [ 20 ] |
| 02.06.2010 | Осло    | г.          | Норвегия   | 1:0  | [ 21 ] |
| 11.08.2010 | Донецк  | д.          | Нидерланды | 1:1  | [ 22 ] |
| 04.09.2010 | Лодзь   | г.          | Польша     | 1:1  | [ 23 ] |
| 07.09.2010 | Киев    | д.          | Чили       | 2:1  | [ 24 ] |
| 08.10.2010 | Киев    | д.          | Канада     | 2:2  | [ 25 ] |
| 11.10.2010 | Дерби   | н.          | Бразилия   | 0:2  | [ 26 ] |
| 17.11.2010 | Женева  | г.          | Швейцария  | 2:2  | [ 27 ] |

| Дата       | Место     | Дом./ Гост. | Соперник   | Счёт           | Ист.          |
| ---------- | --------- | ----------- | ---------- | -------------- | ------------- |
| 08.02.2011 | Паралимни | н.          | Румыния    | 2:2 (4:2 пен.) | [ 28 ]        |
| 09.02.2011 | Никосия   | н.          | Швеция     | 1:1 (5:4 пен.) | [ 29 ]        |
| 29.03.2011 | Киев      | д.          | Италия     | 0:2            | [ 30 ]        |
| 01.06.2011 | Киев      | д.          | Узбекистан | 2:0            | [ 31 ]        |
| 06.06.2011 | Донецк    | д.          | Франция    | 1:4            | [ 32 ]        |
| 10.08.2011 | Харьков   | д.          | Швеция     | 0:1            | [ 33 ]        |
| 02.09.2011 | Харьков   | д.          | Уругвай    | 2:3            | [ 34 ] [ 35 ] |
| 06.09.2011 | Прага     | г.          | Чехия      | 0:4            | [ 36 ]        |
| 07.10.2011 | Киев      | д.          | Болгария   | 3:0            | [ 37 ]        |
| 11.10.2011 | Таллин    | г.          | Эстония    | 2:0            | [ 38 ]        |
| 11.11.2011 | Киев      | д.          | Германия   | 3:3            | [ 39 ]        |
| 15.11.2011 | Львов     | д.          | Австрия    | 2:1            | [ 11 ]        |

| Дата       | Место       | Дом./ Гост. | Соперник | Счёт | Ист.   |
| ---------- | ----------- | ----------- | -------- | ---- | ------ |
| 29.02.2012 | Тель-Авив   | г.          | Израиль  | 3:2  | [ 40 ] |
| 28.05.2012 | Куфштайн    | н.          | Эстония  | 4:0  | [ 41 ] |
| 01.06.2012 | Инсбрук     | г.          | Австрия  | 2:3  | [ 42 ] |
| 05.06.2012 | Ингольштадт | н.          | Турция   | 0:2  | [ 43 ] |

## Финальная часть

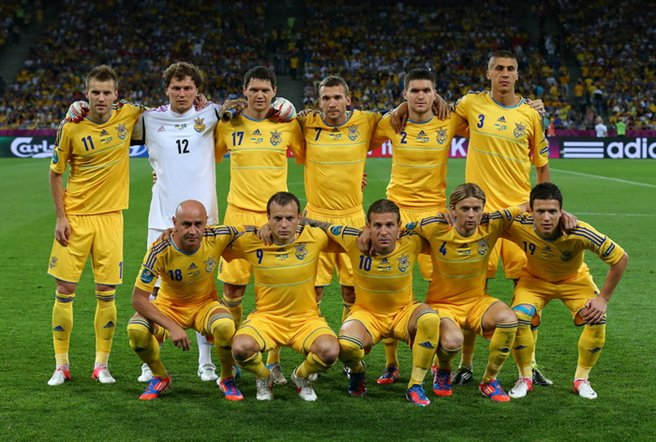
Сборная Украины перед стартовым матчем Евро против Швеции

### Групповой этап
В финальной части чемпионата Европы 2012 Украина попала в группу «D», вместе с командами Англии, Франции и Швеции. 
Группа D
| М | Команда | И | В | Н | П | Мячи  | ±  | О |
| - | ------- | - | - | - | - | ----- | -- | - |
| 1 | Англия  | 3 | 2 | 1 | 0 | 5 − 3 | +2 | 7 |
| 2 | Франция | 3 | 1 | 1 | 1 | 3 − 3 | 0  | 4 |
| 3 | Украина | 3 | 1 | 0 | 2 | 2 − 4 | −2 | 3 |
| 4 | Швеция  | 3 | 1 | 0 | 2 | 5 − 5 | 0  | 3 |

### Украина — Швеция
После более двух с половиной лет товарищеских матчей украинцам предстояло стартовать в турнире игрой против Швеции, по своим титулам, рейтингам и именам представлявшейся наименее грозным соперником в группе. Победа в матче с ней в деле выхода в плей-офф была просто жизненно необходима.
11 июня 2012 года в Киеве на переполненном «Олимпийском» сборная Украины дебютировала на чемпионатах Европы. При равной игре со Швецией, украинцы во втором тайме на 55 минуте пропустили мяч от Златана Ибрагимовича, и уже через четыре минуты капитан и лидер Украины Андрей Шевченко сравнял счёт, а на 62 минуте, сделав дубль, принёс победу команде Блохина. Сборная Украины после первого тура возглавила свою группу
.
После игры 35-летний Шевченко, названный согласно рейтингу Castrol Edge Index самым полезным футболистом матча, заявил, что посвятил забитые голы своим сыновьям, а сам он «просто счастлив». Эти два гола, вероятно, стали лебединой песней обладателя Золотого мяча 2004.
| 11 июня 2012 21:45 UTC+3 | \| Украина \| 2:1 (0:0) отчёт \| Швеция \| \| Шевченко 55′, 62′ \| Голы \| Ибрагимович 52′ \| | Стадион: Олимпийский, Киев Зрителей: 64 290 Судья: Джюнейт Чакыр |
| Украина                  | 2:1 (0:0) отчёт                                                                               | Швеция                                                           |
| Шевченко 55′, 62′        | Голы                                                                                          | Ибрагимович 52′                                                  |

| Украина | Швеция |

| УКРАИНА:    |    |                    |  |       |
|             |    |                    |  |       |
| Вр          | 12 | Андрей Пятов       |  |       |
| Защ         | 9  | Олег Гусев         |  |       |
| Защ         | 17 | Тарас Михалик      |  |       |
| Защ         | 3  | Евгений Хачериди   |  |       |
| Защ         | 2  | Евгений Селин      |  |       |
| ПЗ          | 11 | Андрей Ярмоленко   |  |       |
| ПЗ          | 4  | Анатолий Тимощук   |  |       |
| ПЗ          | 19 | Евгений Коноплянка |  | 90+3' |
| ПЗ          | 18 | Сергей Назаренко   |  |       |
| Нап         | 10 | Андрей Воронин     |  | 85'   |
| Нап         | 7  | Андрей Шевченко    |  | 81'   |
| Замены:     |    |                    |  |       |
| Нап         | 15 | Артём Милевский    |  | 81'   |
| ПЗ          | 14 | Руслан Ротань      |  | 85'   |
| Нап         | 22 | Марко Девич        |  | 90+3' |
| Тренер:     |    |                    |  |       |
| Олег Блохин |    |                    |  |       |

| ШВЕЦИЯ:     |    |                        |     |     |
|             |    |                        |     |     |
| Вр          | 1  | Андреас Исакссон       |     |     |
| Защ         | 2  | Микаэль Лустиг         |     |     |
| Защ         | 3  | Улоф Мельберг          |     |     |
| Защ         | 4  | Андреас Гранквист      |     |     |
| Защ         | 5  | Мартин Ульссон         |     |     |
| ПЗ          | 6  | Расмус Эльм            | 83' |     |
| ПЗ          | 9  | Ким Чельстрём          | 11' |     |
| ПЗ          | 7  | Себастиан Ларссон      |     | 68' |
| ПЗ          | 10 | Златан Ибрагимович     |     |     |
| ПЗ          | 20 | Ола Тойвонен           |     | 64' |
| Нап         | 22 | Маркус Русенберг       |     | 71' |
| Замены:     |    |                        |     |     |
| ПЗ          | 8  | Андерс Свенссон        |     | 64' |
| ПЗ          | 21 | Кристиан Вильхельмссон |     | 68' |
| Нап         | 11 | Юхан Эльмандер         |     | 71' |
| Тренер:     |    |                        |     |     |
| Эрик Хамрен |    |                        |     |     |

| Игрок матча: Андрей Шевченко Помощники судьи: Бахаттин Дюран Тарик Онгун Резервный судья: Марцин Борский Дополнительные помощники судьи: Хусейн Гёчек Бюлент Йилдирим |

### Украина — Франция
15 июня Украина во втором матче турнира на Донбасс-Арене встречалась с командой Франции. «Сине-жёлтые» подошли к игре после очень хорошего матча со Швецией, Франция же, напротив, — после ничейного результата с Англией в первом матче, где французы имели игровое преимущество.
В начале матча украинцы действовали активно и уверенно, но французы всё равно смотрелись лучше. На 5 минуте встречи главный арбитр матча был вынужден остановить игру, в связи с грозой, которая началась в Донецке. Игра возобновилась только через час с того же места и того же небольшого перевеса французов. Преимущество гостей заключалось даже не во владении, а обращении с мячом. Первые 20 минут команда Блохина действовала весьма активно, и Андрей Шевченко мог открыть счёт, однако уже во второй половине игры украинцы были тенью самих себя и на 53 минуте Жереми Менез открыл счёт, а через три минуты Йоан Кабай поставил точку в матче 0:2.
После матча Олег Блохин заявил, что его команда допускала «грубейшие ошибки в обороне», а лидеры сборной признали, что французы победили «по делу».
| 15 июня 2012 19:00 UTC+3 (перенесено на 20:00 UTC+3) | \| Украина \| 0:2 (0:0) отчёт \| Франция \| \| \| Голы \| Менез 53′ · Кабай 56′ \| | Стадион: Донбасс Арена, Донецк Зрителей: 48 000 Судья: Бьорн Кейперс |
| Украина                                              | 0:2 (0:0) отчёт                                                                    | Франция                                                              |
|                                                      | Голы                                                                               | Менез 53′ · Кабай 56′                                                |

| Украина | Франция |

| УКРАИНА:    |    |                    |  |     |
|             |    |                    |  |     |
| Вр          | 12 | Андрей Пятов       |  |     |
| Защ         | 9  | Олег Гусев         |  |     |
| Защ         | 17 | Тарас Михалик      |  |     |
| Защ         | 3  | Евгений Хачериди   |  |     |
| Защ         | 2  | Евгений Селин      |  |     |
| ПЗ          | 11 | Андрей Ярмоленко   |  | 68' |
| ПЗ          | 4  | Анатолий Тимощук   |  |     |
| ПЗ          | 19 | Евгений Коноплянка |  |     |
| ПЗ          | 18 | Сергей Назаренко   |  | 60' |
| Нап         | 10 | Андрей Воронин     |  | 45' |
| Нап         | 7  | Андрей Шевченко    |  |     |
| Замены:     |    |                    |  |     |
| Нап         | 22 | Марко Девич        |  | 45' |
| Нап         | 15 | Артём Милевский    |  | 60' |
| ПЗ          | 8  | Александр Алиев    |  | 68' |
| Тренер:     |    |                    |  |     |
| Олег Блохин |    |                    |  |     |

| ФРАНЦИЯ:   |    |               |  |     |
|            |    |               |  |     |
| Вр         | 1  | Уго Льорис    |  |     |
| Защ        | 2  | Матьё Дебюши  |  |     |
| Защ        | 4  | Адиль Рами    |  |     |
| Защ        | 5  | Филипп Мексес |  |     |
| Защ        | 22 | Гаэль Клиши   |  |     |
| ПЗ         | 18 | Алу Диарра    |  |     |
| ПЗ         | 6  | Йоан Кабай    |  | 68' |
| ПЗ         | 14 | Жереми Менез  |  | 73' |
| ПЗ         | 11 | Самир Насри   |  |     |
| ПЗ         | 7  | Франк Рибери  |  |     |
| Нап        | 10 | Карим Бензема |  | 76' |
| Замены:    |    |               |  |     |
| ПЗ         | 17 | Янн М’Вила    |  | 68' |
| ПЗ         | 19 | Марвен Мартен |  | 73' |
| Нап        | 9  | Оливье Жиру   |  | 76' |
| Тренер:    |    |               |  |     |
| Лоран Блан |    |               |  |     |

| Игрок матча: Франк Рибери Помощники судьи: Сандер Ван Рокель Эрвин Зейнстра Резервный судья: Том Харальд Хаген Дополнительные помощники судьи: Пол Ван Бокель Ричард Лисвилд |

### Англия — Украина
В последней игре группового турнира на Донбасс Арене украинцы встречались с Англией. Для выхода в плей-офф команда Блохина должна была победить. Олег Блохин серьёзно изменил состав по сравнению с двумя предыдущими матчами — поставил в центре обороны Ракицкого и Хачериди, в основе также выпустил Милевского и Гармаша. «Сине-жёлтые» начали активно и в течение всего первого тайма контролировали игру. Однако, опять начало второго тайма привело к голу. Прострел с фланга, мяч прошёл под рукой Пятова и на 48 минуте Уэйн Руни забил в пустые ворота. Украина продолжала давить на ворота англичан, и на 62 минуте Марко Девич пробил по воротам Джо Харта. Мяч по дуге опустился в ворота, но Джон Терри не дал ему коснуться земли, выбив его, при этом, мяч в воздухе пересёк линию ворот. Бригада арбитров во главе с венгром Виктором Кашшаи взятие ворот не зафиксировала. Этот момент ещё долго обсуждался после игры, УЕФА и сам Кашшаи признали ошибку, однако некоторые специалисты обращали внимание на то, что голевая атака украинской сборной началась с паса Евгения Селина на Артёма Милевского, который находился в положении «вне игры».
Украина проиграла Англии 0:1 и завершила свои выступления на домашнем Евро на третьем месте в группе. После Евро сборную Украины покинул многолетний лидер и лучший украинский игрок времён независимости Андрей Шевченко.
| 19 июня 2012 21:45 UTC+3 | \| Англия \| 1:0 (0:0) отчёт \| Украина \| \| Руни 48′ \| Голы \| \| | Стадион: Донбасс Арена, Донецк Зрителей: 48 700 Судья: Виктор Кашшаи |
| Англия                   | 1:0 (0:0) отчёт                                                      | Украина                                                              |
| Руни 48′                 | Голы                                                                 |                                                                      |

| Англия | Украина |

| АНГЛИЯ:     |    |                         |     |     |
|             |    |                         |     |     |
| Вр          | 1  | Джо Харт                |     |     |
| Защ         | 2  | Глен Джонсон            |     |     |
| Защ         | 6  | Джон Терри              |     |     |
| Защ         | 15 | Джолеон Лескотт         |     |     |
| Защ         | 3  | Эшли Коул               | 78' |     |
| ПЗ          | 16 | Джеймс Милнер           |     | 70' |
| ПЗ          | 4  | Стивен Джеррард         | 73' |     |
| ПЗ          | 17 | Скотт Паркер            |     |     |
| ПЗ          | 11 | Эшли Янг                |     |     |
| Нап         | 10 | Уэйн Руни               |     | 87' |
| Нап         | 22 | Дэнни Уэлбек            |     | 82' |
| Замены:     |    |                         |     |     |
| ПЗ          | 7  | Тео Уолкотт             |     | 70' |
| Нап         | 9  | Энди Кэрролл            |     | 82' |
| ПЗ          | 20 | Алекс Окслейд-Чемберлен |     | 87' |
| Тренер:     |    |                         |     |     |
| Рой Ходжсон |    |                         |     |     |

| УКРАИНА:    |    |                    |     |     |
|             |    |                    |     |     |
| Вр          | 12 | Андрей Пятов       |     |     |
| Защ         | 9  | Олег Гусев         |     |     |
| Защ         | 3  | Евгений Хачериди   |     |     |
| Защ         | 20 | Ярослав Ракицкий   | 74' |     |
| Защ         | 2  | Евгений Селин      |     |     |
| ПЗ          | 4  | Анатолий Тимощук   | 63' |     |
| ПЗ          | 11 | Андрей Ярмоленко   |     |     |
| ПЗ          | 19 | Евгений Коноплянка |     |     |
| ПЗ          | 6  | Денис Гармаш       |     | 78' |
| Нап         | 15 | Артём Милевский    |     | 77' |
| Нап         | 22 | Марко Девич        |     | 70' |
| Замены:     |    |                    |     |     |
| Нап         | 7  | Андрей Шевченко    | 86' | 70' |
| Защ         | 21 | Богдан Бутко       |     | 77' |
| ПЗ          | 18 | Сергей Назаренко   |     | 78' |
| Тренер:     |    |                    |     |     |
| Олег Блохин |    |                    |     |     |

| Игрок матча: Стивен Джеррард Помощники судьи: Габор Эрёш Дьёрдь Ринг Резервный судья: Том Харальд Хаген Дополнительные помощники судьи: Иштван Вод Тамаш Богнар |

### Форма
Форма сборной Украины, в которой национальной команде предстояло сыграть на Евро-2012, была презентована компанией «Аdidas» совместно с ФФУ 7 ноября 2011 года. В феврале 2012 года была представлена выездная форма команды.
Особенностью новой формы была выделенная на груди широкая полоса, обрамленная желто-голубым орнаментом, имитирующим вышивку «крестиком». Внутри полосы был размещён малый герб Украины, а также узоры в виде дубовых листьев — это символ традиционно наносился на вышиванках мужчин, которые отправлялись защищать родную землю.
Цвета национального флага также присутствовали на воротниковой канве футболки, окантовке шорт и логотипе Федерации футбола Украины. Сзади, на зоне воротничка, также размещен герб Украины и призыв-лозунг «Украина, вперёд!».
| домашняя | гостевая |

### Состав команды

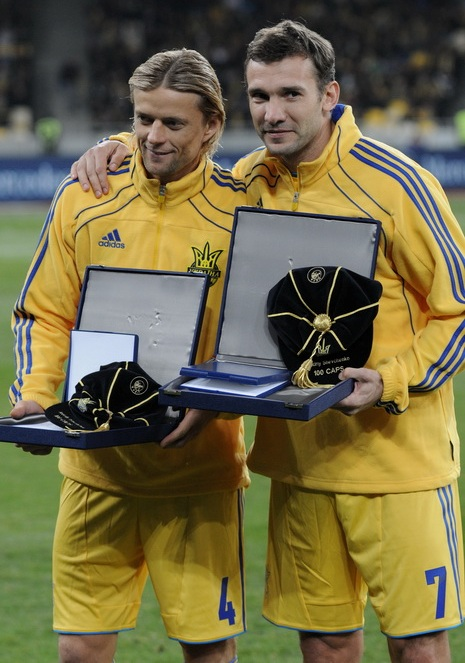
Анатолий Тимощук и Андрей Шевченко

Из двадцати трёх футболистов, поехавших с Олегом Блохиным на чемпионат мира 2006 в Германию высокие шансы отправиться с этим наставником на Евро-2012 перед турниром имели Александр Шовковский, Андрей Пятов, Дмитрий Чигринский, Анатолий Тимощук, Олег Гусев, Руслан Ротань, Андрей Шевченко и Артём Милевский. Средние шансы, по мнению обозревателей сайта footballfan.com.ua, имели Андрей Русол, Сергей Назаренко и Андрей Воронин. Минимальные шансы на это имели Богдан Шуст, Андрей Несмачный, Александр Яценко, Владимир Езерский, Владислав Ващук, Вячеслав Свидерский, Олег Шелаев, Максим Калиниченко, Андрей Воробей и Алексей Белик. Сергей Ребров и Андрей Гусин к моменту проведения Евро-2012 уже завершили игровые карьеры.
Накануне чемпионата три основных вратаря команды по разным причинам выпали из обоймы. Самым опытным из оставшихся был Андрей Пятов в прошедшем сезоне не имевший достаточно игр вкачестве основного вратаря «Шахтёра», но перед турниром добравший в форме. Вкачестве основного правого защитника обозреватели рассматривали Олега Гусева, называя его наряду с Шевченко самым стабильным и опытным игроком команды. Основную пару центральных защитников, по мнению обозревателей, должны были составить Ракицкий — Кучер. Слева же в защите должен был расположиться Шевчук. В центре полузащиты с отбором мяча должна была справляться пара Тимощук – Ротань. После отбора атака украинской команды могла бы развиваться путём быстрой перепасовки между полузащитниками для контратаки на скорости при наличии пространства, либо путём индивидуального прорыва Девича, Коноплянки или Гусева дриблингом через полполя. Из–за целесообразности внедрения в центре поля троих игроков, на линию нападения оставалось также три позиции, которые могли бы занять Ярмоленко, Коноплянка и Девич. Шевченко же рассматривался как вариант усиления любой позиции нападения.
Во вторник, 8 мая 2012 года главный тренер национальной сборной Украины Олег Блохин огласил предварительный состав сборной Украины на чемпионат Европы. 29 мая 2012 года Блохин огласил список из 23 игроков, которые составили окончательную заявку на Евро-2012. В список 23-х не попали вратарь Александр Бандура, защитник Виталий Мандзюк и полузащитник Тарас Степаненко. Во время турнира Блохин задействовал на поле 18 футболистов. Все 3 матча в воротах жёлто-синих отстоял Андрей Пятов.
Суммарная стоимость футболистов сборной Украины, вызванных на Евро, по данным сайта Transfermarkt.de составляла € 116 300 000, что сделало её 10-й командой по этому показателю. Самый молодым игроком сборной Украины на Евро-2012 был Максим Коваль из киевского «Динамо» — 19 лет. Среди футболистов, выходивших на поле, самыми молодыми были Богдан Бутко (21 год) и Ярослав Ракицкий (22). Самым возрастным игроком сборной был Александр Горяинов (37 лет). За ним по этому показателю следовали Андрей Шевченко и Анатолий Тимощук, — 35 и 33 года соответственно. Средний возраст украинцев на Евро — 27,9. По этому показателю эта команда разделила 10 — 12 места с Грецией и Чехией.
К моменту начала Евро, Олег Блохин проработал со сборной 1 год 2 месяца и 15 дней, что являлось 11-м показателем. По сумме годовой зарплаты наставник «жёлто-синих» расположился на 10 месте с окладом в 600 000 долларов. Помогали главному тренеру в сборной Семён Альтман, Андрей Баль, Юрий Калитвинцев и Юрий Роменский.
| №              | Имя                | Клуб                   | Дата рождения    | Возраст | Игр     | Голов   |
| Вратари        | Вратари            | Вратари                | Вратари          | Вратари | Вратари | Вратари |
| -------------- | ------------------ | ---------------------- | ---------------- | ------- | ------- | ------- |
| 1              | Максим Коваль      | Динамо (Киев)          | 9 декабря 1992   | 19      | 0       | 0       |
| 12             | Андрей Пятов       | Шахтёр (Донецк)        | 28 июня 1984     | 27      | 3       | −4      |
| 23             | Александр Горяинов | Металлист (Харьков)    | 29 июня 1975     | 36      | 0       | 0       |
| Защитники      |                    |                        |                  |         |         |         |
| 2              | Евгений Селин      | Ворскла                | 9 мая 1988       | 24      | 3       | 0       |
| 3              | Евгений Хачериди   | Динамо (Киев)          | 28 июля 1987     | 24      | 3       | 0       |
| 5              | Александр Кучер    | Шахтёр (Донецк)        | 22 октября 1982  | 29      | 0       | 0       |
| 13             | Вячеслав Шевчук    | Шахтёр (Донецк)        | 13 мая 1979      | 33      | 0       | 0       |
| 17             | Тарас Михалик      | Динамо (Киев)          | 28 октября 1983  | 28      | 2       | 0       |
| 20             | Ярослав Ракицкий   | Шахтёр (Донецк)        | 3 августа 1989   | 22      | 1       | 0       |
| 21             | Богдан Бутко       | Ильичёвец (Мариуполь)  | 13 января 1991   | 21      | 1       | 0       |
| Полузащитники  |                    |                        |                  |         |         |         |
| 4              | Анатолий Тимощук   | Бавария (Мюнхен)       | 30 марта 1979    | 33      | 3       | 0       |
| 6              | Денис Гармаш       | Динамо (Киев)          | 19 апреля 1990   | 22      | 1       | 0       |
| 8              | Александр Алиев    | Динамо (Киев)          | 3 февраля 1985   | 27      | 1       | 0       |
| 9              | Олег Гусев         | Динамо (Киев)          | 25 апреля 1983   | 29      | 3       | 0       |
| 14             | Руслан Ротань      | Днепр (Днепропетровск) | 29 октября 1981  | 30      | 1       | 0       |
| 18             | Сергей Назаренко   | Таврия (Симферополь)   | 16 февраля 1980  | 32      | 3       | 0       |
| 19             | Евгений Коноплянка | Днепр (Днепропетровск) | 29 сентября 1989 | 22      | 3       | 0       |
| Нападающие     |                    |                        |                  |         |         |         |
| 7              | Андрей Шевченко(к) | Динамо (Киев)          | 29 сентября 1976 | 35      | 3       | 2       |
| 10             | Андрей Воронин     | Динамо (Москва)        | 21 июля 1979     | 32      | 2       | 0       |
| 11             | Андрей Ярмоленко   | Динамо (Киев)          | 23 октября 1989  | 22      | 3       | 0       |
| 15             | Артём Милевский    | Динамо (Киев)          | 12 января 1985   | 27      | 3       | 0       |
| 16             | Евгений Селезнёв   | Шахтер (Донецк)        | 20 июля 1985     | 26      | 0       | 0       |
| 22             | Марко Девич        | Металлист (Харьков)    | 27 октября 1983  | 28      | 3       | 0       |
| Главный тренер |                    |                        |                  |         |         |         |
| Флаг Украины   | Олег Блохин        | Олег Блохин            | 5 ноября 1952    | 59      |         |         |